# Hoa hậu Hoàn vũ 1955
Hoa hậu Hoàn vũ 1955 là cuộc thi Hoa hậu Hoàn vũ lần thứ 4 được tổ chức vào ngày 22 tháng 7 năm 1955 tại Nhà hát Thính phòng Long Beach ở Long Beach, California, Hoa Kỳ. Cuộc thi có 33 thí sinh tham gia. Hoa hậu Thụy Điển Hillevi Rombin, 21 tuổi đã giành chiến thắng trong cuộc thi này và được trao vương miện bởi Hoa hậu Hoàn vũ 1954 Miriam Stevenson đến từ Hoa Kỳ.

## Kết quả

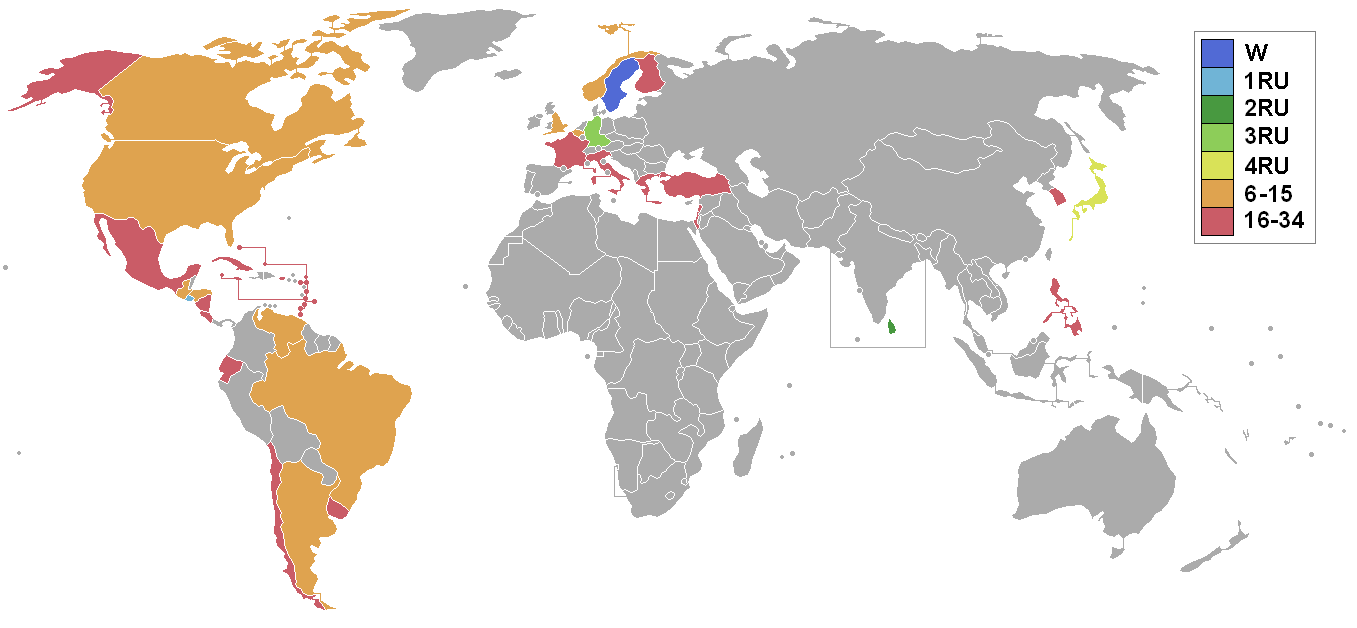
Các nước và vùng lãnh thổ tham gia Hoa hậu Hoàn vũ 1955 và kết quả.

### Thứ hạng
| Kết quả              | Thí sinh |
| -------------------- | --- |
| Hoa hậu Hoàn vũ 1955 | - Thụy Điển – Hillevi Rombin † |
| Á hậu 1              | - El Salvador – Maribel Arrieta † |
| Á hậu 2              | - Ceylon – Maureen Hingert |
| Á hậu 3              | - Đức – Margit Nunke † |
| Á hậu 4              | - Nhật Bản – Keiko Takahashi |
| Top 15               | - Argentina – Isabel Sarli - Bỉ – Nicole De Mayer - Brazil – Emília Lima - Canada – Cathy Diggles - Anh – Margaret Rowe - Guatemala – María Molina - Honduras – Pastora Pagán - Na Uy – Solveig Borstad - Hoa Kỳ – Carlene King Johnson † - Venezuela – Susana Duijm † |

### Các giải thưởng đặc biệt
| Giải thưởng        | Thí sinh                        |
| ------------------ | ------------------------------- |
| Hoa hậu Thân thiện | - El Salvador – Maribel Arrieta |
| Hoa hậu Diễu hành  | - Anh – Margaret Rowe           |

## Thí sinh tham gia

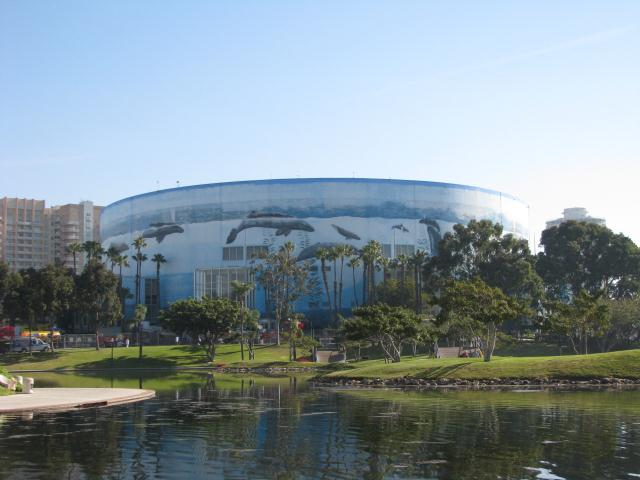
Nhà hát Thính phòng Long Beach, địa điểm chính thức diễn ra cuộc thi Hoa hậu Hoàn vũ 1955.

Cuộc thi có tổng cộng 33 thí sinh tham gia:
| Quốc gia/Lãnh thổ | Thí sinh                        |
| ----------------- | ------------------------------- |
| Alaska            | Lorna McLeod                    |
| Argentina         | Hilda Isabel Sarli Gorrindo     |
| Bỉ                | Nicole De Mayer                 |
| Brazil            | Emília Barreto Correia Lima     |
| Canada            | Cathy Diggles                   |
| Ceylon            | Maureen Neliya Hingert          |
| Chile             | Rosa Merello Catalán            |
| Costa Rica        | Clemencia Martínez de Montis    |
| Cuba              | Gilda Marín                     |
| Ecuador           | Leonor Carcache Rodríguez       |
| El Salvador       | Maribel Arrieta Gálvez †        |
| Anh               | Margaret Rowe                   |
| Phần Lan          | Sirkku Talja                    |
| Pháp              | Claude Petit                    |
| Đức               | Margit Nünke †                  |
| Hy Lạp            | Sonia Zoidou                    |
| Guatemala         | María del Rosario Molina Chacón |
| Honduras          | Pastora Pagán Valenzuela        |
| Israel            | Ilana Carmel                    |
| Ý                 | Elena Fancera                   |
| Nhật Bản          | Keiko Takahashi                 |
| Hàn Quốc          | Kim Mee-chong                   |
| Liban             | Hanya Beydoun                   |
| Mexico            | Yolanda Mayen                   |
| Nicaragua         | Rosa Argentina Lacayo           |
| Na Uy             | Solveig Borstad                 |
| Philippines       | Yvonne Berenguer de los Reyes   |
| Puerto Rico       | Carmen Laura Betancourt         |
| Thụy Điển         | Hillevi Rombin †                |
| Uruguay           | Inge Hoffmann                   |
| Hoa Kỳ            | Carlene King Johnson †          |
| Venezuela         | Susana Duijm †                  |
| Tây Ấn            | Evelyn Laura Andrade            |

## Chú ý

### Lần đầu tham gia
- Ceylon
- Ecuador
- Anh
- Guatemala
- Liban
- Nicaragua

### Trở lại
- Lần cuối tham gia vào năm 1953:
  -  Venezuela

### Bỏ cuộc
- Úc
- Hồng Kông
- New Zealand
- Panama
- Perú
- Singapore
- Thái Lan

### Không tham gia
- Đan Mạch – Karin Pamella Rasmussen
- Ai Cập – Gladir Leopardi
- Thổ Nhĩ Kỳ – Suna Soley